# Adolphe Dureau de la Malle

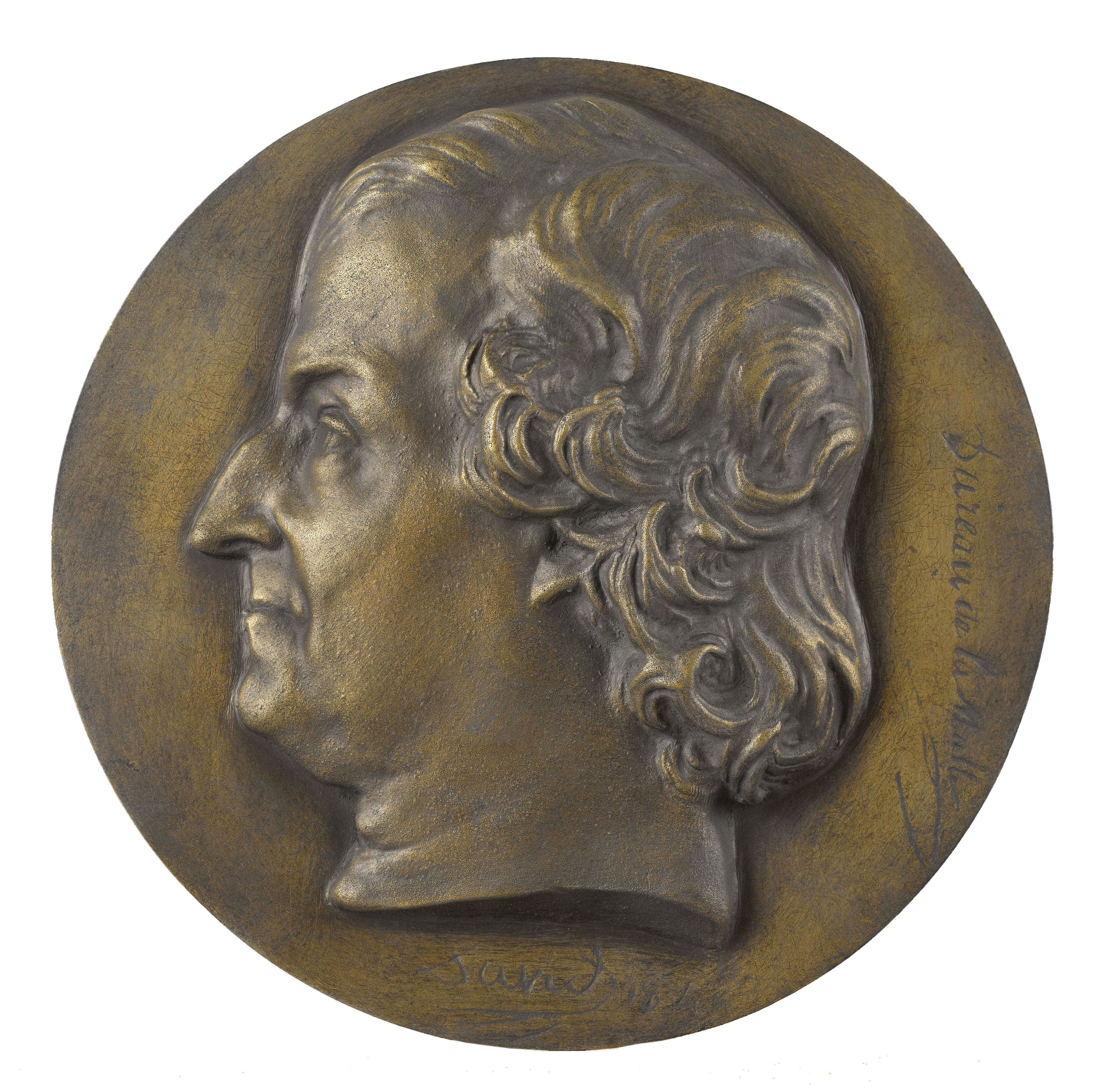

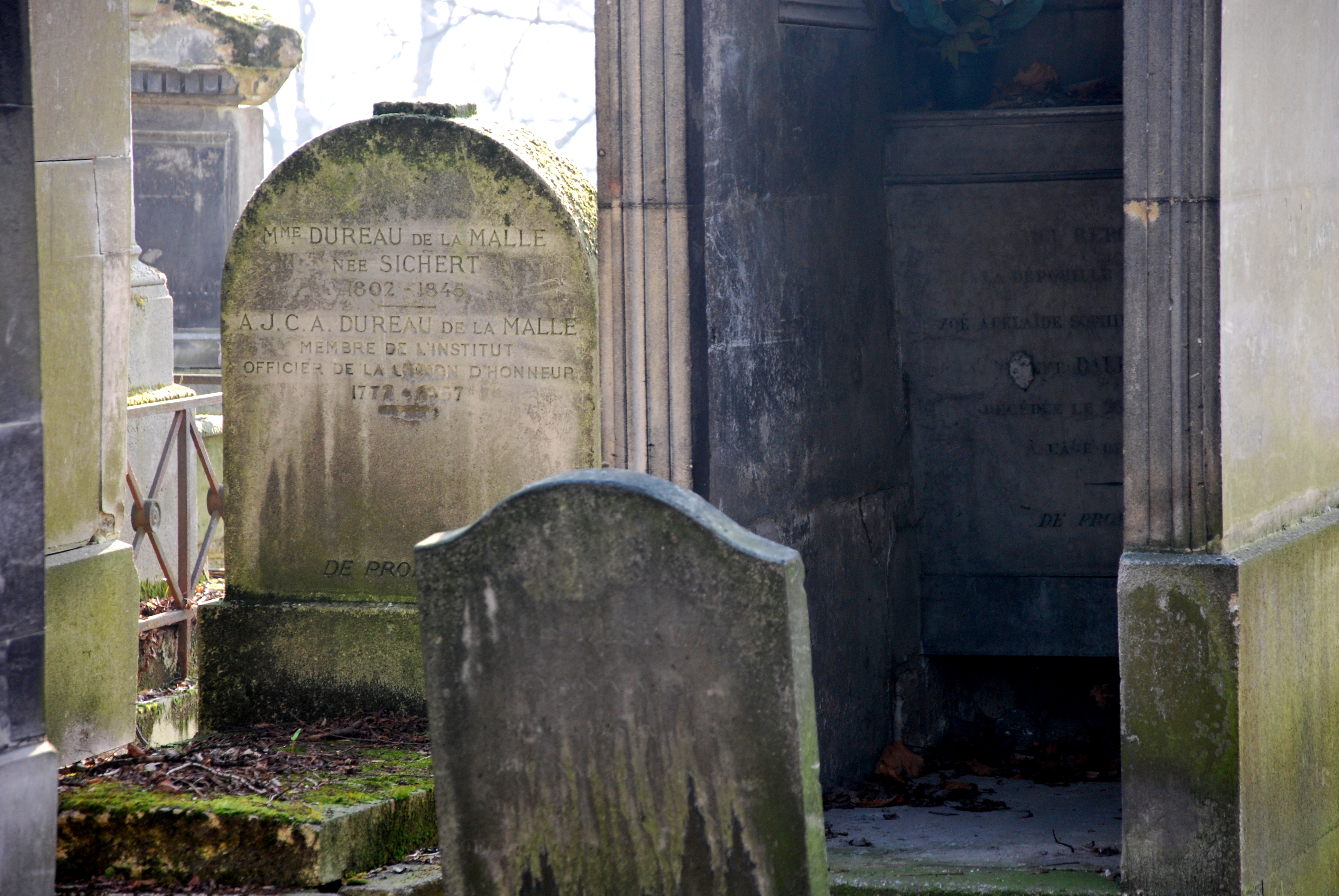
Grafsteen van Adolphe Dureau de la Malle op Père-Lachaise

Adolphe-Jules-César-Auguste Dureau de la Malle (Parijs, 2 maart 1777 - Mauves-sur-Huisne, 17 mei 1857) was een Frans natuurwetenschapper, geograaf en essayist.
Hij was een telg van een rijke familie. Zijn vader, Jean-Baptiste Dureau de la Malle was lid van de Académie française en vertaalde Tacitus en Sallustius naar het Frans. Adolphe heeft nooit een officiële functie bekleed; hij kon zich volledig wijden aan wetenschappelijke studie, poëzie en letteren.
Hij vertaalde de episode Francesca da Rimini uit de Hel van Dante (1798) en vervolledigde de vertaling van de Argonautica van Flaccus, begonnen door zijn vader (1811). In 1823 schreef hij een episch gedicht in 12 zangen, Bayart, ou la conquête du Milanais.
Hij studeerde naast de klassieke oudheid tevens natuurlijke historie (hij volgde de lezingen van Georges Cuvier en René Louiche Desfontaines), aardrijkskunde en tekenen. Hij behoorde tot die amateur-wetenschappers die in de negentiende eeuw waardevolle bijdragen leverden aan de natuurwetenschappen. Zijn publicaties handelden over uiteenlopende onderwerpen als de topografie van het oude Carthago, de bevolking en de meeteenheden van het oude Romeinse Rijk, de geschiedenis van de huisdieren, de oorsprong van de graanteelt en de aardrijkskunde van de Zwarte Zee, de Middellandse Zee en Afrika. Zijn talrijke artikelen over het Romeinse Rijk verwerkte hij tot het tweedelige werk Economie politique des Romains uit 1840.
Hij erfde het domein van zijn vader, Landres in Mauves-sur-Huisne in Perche (departement Orne). Over die streek publiceerde hij in 1823 een aardrijkskundige en biologische studie, Description du Bocage percheron. Zijn observaties van de bos- en weidevegetatie op zijn domein verwerkte hij in een artikel uit 1825 getiteld "Mémoire sur l'Alternance ou sur ce problème: la succession alternative dans la reproduction des espèces végétales vivant en société, est-elle une loi générale de la nature?" Hierin trok hij een analogie tussen de afwisseling van oogsten op een stuk grond en de spontane wisseling van plantensoorten die hij waarnam in bossen en weiden. Hij zag hierin een natuurwet. Zijn artikel is een van de eerste om dit fenomeen, thans bekend als successie, te beschrijven.
Adolphe Dureau de la Malle werd in oktober 1818 verkozen tot lid van de Académie des Inscriptions et Belles-Lettres, waarin hij Aubin-Louis Millin de Grandmaison  opvolgde. Na zijn dood werd zijn zetel bezet door Alfred Maury. Hij is begraven op Père-Lachaise.
- Biblioteca Nacional de España: XX934328
- Bibliothèque nationale de France: cb12075414w (data)
- CiNii: DA05967655
- Gemeinsame Normdatei: 11766376X
- International Standard Name Identifier: 0000 0000 8403 3328
- Library of Congress Control Number: n86142905
- Base Léonore: LH//871/40
- Nationale bibliotheek van Australië: 35650226
- Nederlandse Thesaurus van Auteursnamen: 069996334
- Réseau des bibliothèques de Suisse occidentale: 02-A003199986
- Istituto Centrale per il Catalogo Unico: LO1V263234
- Système universitaire de documentation: 029046025
- Trove: 1027027
- Virtual International Authority File: 99779253
- WorldCat: E39PBJthbHJXybqq7CDfm4jXBP